# Bergisch

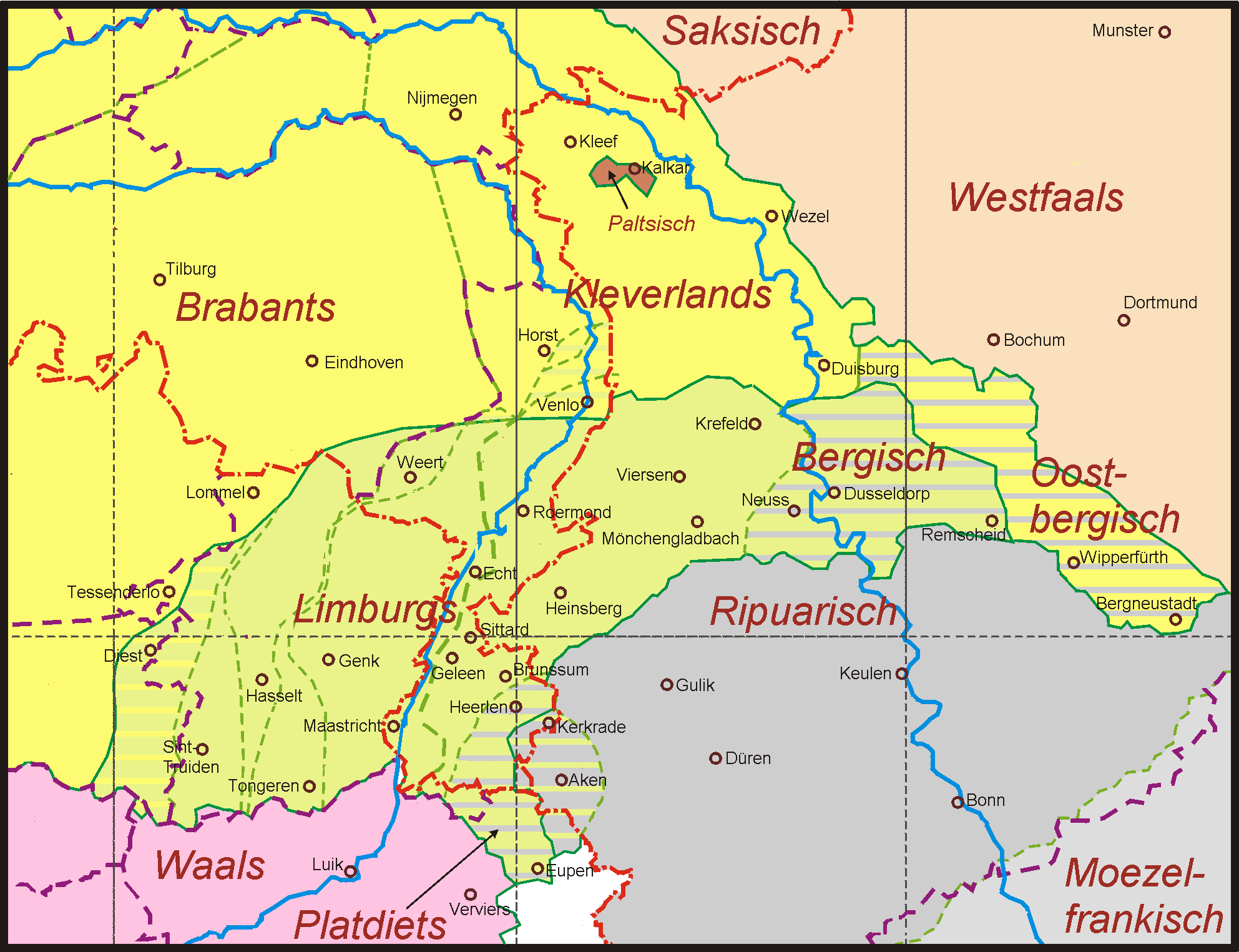
HET LIMBURGS TAALLANDSCHAP
Het Maas-Rijnlandse dialectcontinuüm

Het Bergisch is een groep van dialecten die gesproken wordt in een deel van het Bergse Land.

## Kenmerken
Het Maas-Rijnlandse Bergisch wordt aan het rechteroever van de Rijn gesproken. Dit gebied bestaat uit het grootste deel van de Kreis Mettmann, een klein gebied van Düsseldorf en delen van de steden Solingen, Remscheid, Essen (Essen-Werden), Oberhausen, Mülheim an der Ruhr (Mölmsch) en Wuppertal (met Barmen, Cronenberg, Elberfeld en Ronsdorf). De dialecten in dit gebied zijn nauw verwant met het Oost-Limburgs, dat zowel in Nederland als in Duitsland gesproken wordt, en vormen de uitloper van het Oostlimburgs-Ripuarisch.
In Velbert-Langenberg en Gummersbach wordt geen Bergisch gesproken.
De grens tussen het Oostbergisch (gedeeltelijk overlappend met het Bergisch) en andere vormen van het Bergisch wordt bepaald door de Uerdinger linie, de scheidslijn tussen het Limburgse en Hoogduitse ich en het Nederlandse en Platduitse ik. Deze loopt op Nederlandstalig gebied vanaf Leuven naar Roermond en Venlo, dan via Viersen naar de Rijn, die zij oversteekt tussen Krefeld-Uerdingen en Duisburg-Mündelheim en voert dan via Saarn (stadsdeel van Mülheim aan de Ruhr) door het Bergische land naar Kettwig (deel van Essen) en Elberfeld (deel van Wuppertal). Daar valt zij samen met de Benrather linie of „maken/machen-linie“. Deze gecombineerde isoglosse loopt vervolgens ten zuiden van Gummersbach en Wiedenest (deel van Bergneustadt) verder oostwaarts, richting Kassel (deelstaat Hessen) en verder.

ik/ich-isoglosse in Limburg en Duitsland. Het westelijke, donkerrode gedeelte is de Uerdinger linie, helderrood is de samenloop daarvan met de Benrather linie

## Voorbeeld
Het Velberter Platt is een Bergische overgangsdialect dat zowel Nederfrankisch-Kleverlandse alsook Nedersaksisch-Westfaalse eigenschappen vertoont.
| Nederlands   | Bergisch (Velbert) | Westfaals  |
| ------------ | ------------------ | ---------- |
| wij koken    | wir koken          | wi kuoket  |
| jullie koken | jöt koken          | jit kuoket |
| zij koken    | si koken           | se kuoket  |

## Varianten
Onderling zijn er kenmerkende verschillen. Deze laten zich illustreren aan de wijze waarop diminutieven worden gevormd (naar Wenker 1877):
1. Het Mettmanner dialect kent na woorden die op -k, -g, -ch, -ng eindigen, het verkleinsuffix -sken (meervoud -skes, dus bijvoorbeeld dat Bänksken, die Bänkskes (Hoogduits das Bänkchen, die Bänkchen), na andere woorden krijgt het -ken en -kes, dus dat Bömken, die Bömkes (Bäumchen).
2. Het Solinger dialect heeft dat Bänksken, maar die Bänksker, dus met r en niet met s in het meervoud, zo ook dat Bömken, die Bömker.
3. Het Wülfrather dialect heeft alles zoals het Mettmanner dialect.
4. Het Remscheider dialect heeft dat Bänkelschen, die Bänkelscher, dus geen -sken maar -elschen, en in het meervoud geen -s maar -r, voorts dat Bömken, die Bömker, zoals het Solinger.

## Noot
1. ↑  Georg Wenker (1852–1911): Das rheinische Platt 1877 (in originele spelling). Gearchiveerd